# Ludvík z Pruska
Ludvík z Pruska OFM, též Ludvík z Heilsbergu, latinsky Ludovicus de Heilsberga / Hilsberga nebo Ludovicus Prutenus, rodným jménem Johannes Wolgemuth / Wolgemueth von Heilsberg byl františkán a teolog, podle P. Hlaváčka nejdůležitější teolog českého františkánského-observantského vikariátu 15. století.
Podle jeho přídomku můžeme usuzovat, že pocházel z města Heilsbergu ve východním Prusku. Ještě před vstupem do řádu studoval na univerzitě v Kolíně nad Rýnem, kde měl získat titul magistra. „Zde se roku 1456 jako posluchač zúčastnil kvodlibetu, učeného jednání, při němž významný profesor teologie Lambertus de Monte nastolil jako téma spasení Aristotela a dalších ’pohanů’, kteří žili ještě před zvěstováním Evangelia, přičemž otázku jejich spasení zodpověděl pozitivně.“ Po studiích na univerzitě v Kolíně nad Rýnem (1457) působil v městských školách ve Zhořelci, Poznani, Toruni a jinde.
Do řádu františkánů observantů vstoupil v roce 1464 a záhy poté byl ustanoven magistrem noviců. Jako řeholník pobýval především ve Slezsku a na Moravě, kde roku 1493 dokončil v brněnském klášteře svůj hlavní spis Trilogium animae. Péče o fyzicky i obsahově objemné dílo se ujal český provinční vikář Paulin z Lemberka a společně s Ludvíkem jej za účelem aprobace a snad i prezentace předložili na generální řádové kapitule františkánů ve Florencii v roce 1493. Následné prověření provedl jeden z nejvýznamnějších soudobých teologů františkánského řádu a rovněž vizitátor františkánů v českých zemích Ludvík z Verony (Ludovicus a Turre). Ludvík z Verony na základě předloženého spisu označil Ludvíka z Pruska za serafického vykladače posvátné teologie. Po třech letech, již po smrti Ludvíka z Pruska, poslal prostudovaný spis Ludvík z Verony zpět do Čech. Provinční vikář Paulin poté dílo předal moravskému rodáku Mikuláši Glassbergera do Norimberka, aby zajistil jeho vytištění. Přímo do následně vytištěného díla byl (na fol.A2ab) zahrnut list Paulina ze Lvova datovaný v Brně 10. II. 1496, jímž se obrací na moravského rodáka Glassbergera, zpovědníka ve františkánském klášteře v Norimberku, aby se postaral o vydání díla. Tamtéž je i Glassbergerova odpověď, datovaná v Norimberku 20. II. 1498, že dílo bylo vydáno za přispění norimberských františkánů. Kniha vyšla tiskem u Antona Kobergera v Norimberku, 6. III. 1498, ve formátu 4° (24 cm) s 354 listy. Anton Koberger doplnil titulní list o bohatý titulní dřevořez se symbolikou církve a další ilustrace.
Ludvík z Pruska čerpal ze spisů teologů školy od Sv. Viktora, ze sv. Tomáše Akvinského, Mikuláše z Lyry, Jana Gersona a zejména františkánů sv. Bonaventury a Alexandra Haleského. „První část spisu, čítající 52 kapitol, pojednává o blaženosti, důstojnosti a ušlechtilosti duše a přináší důvody pro hrdost člověka, jehož duše je příbuzná s Bohem. (...) Velkou pozornost věnoval problematice Neposkvrněného Početí Panny Marie. Ve druhé části rozebírá vášně duše a uvádí zároveň příklady ze života františkánských světců Františka z Assisi, Bernardina Sienského a Jana Kapistrána. Třetí část je obecně věnována teologickému pojmu habitus, obzvláště moudrosti jakožto habitu intelektuálnímu, a sice v návaznosti na spis 'De reductione artium' od sv. Bonaventury. Moudrost je totožná s filosofií.“
Dále je Ludvík autorem výkladu františkánské řehole Expositio litteralis regulae evangelicae fratrum minorum dochovaném v rukopise. Jako praktickou pomůcku obsahující instrukce k vizitacím ve františkánském řádu napsal Ludvík jako tehdejší provinční vikář roku 1505 text Ordo visitationis.
Poslední léta svého života strávil ve františkánském klášteře sv. Bernardina v Brně, kde také údajně v roce 1494 zemřel. Podle soudobé františkánské kroniky od Eberharda Ablauffa de Rheno nicméně zemřel až v roce 1506.

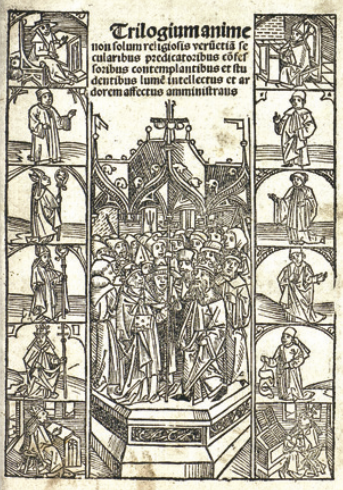
Ludvík z Pruska OFM. Trilogium animae. Titulní strana